# 퀸 퍼킨스
퀸 퍼킨스(영어: Quinn Perkins)는 숀다 라임스가 제작한 미국의 TV 드라마 《스캔들》의 등장인물이다. 배우 케이티 로스가 연기했다. 주인공 올리비아 포프의 회사에 취직해 그녀와 함께 일하게 된다.